# 六氟化鎝
六氟化鎝是一個低熔點的金黃色無機化合物，其化學式為TcF6，發現於1961年。在這化合物中，鎝有+6價，是目前發現的鎝化合物中，氧化價最高的2個鹵化物之一，另一個是六氯化鎝（Technetium(VI) chloride, TcCl6）。其中，這裡的鎝與形成七氟化錸（ReF7）的錸不同。六氟化鎝會出現在六氟化鈾的雜質中，因為鎝是鈾的裂變產物。

## 製備
製備六氟化鎝的方式是將鎝金屬和過量的氟氣（F2）加熱到攝氏400度。
Tc + 3 F
2 → TcF
6

## 特徵
六氟化鎝在室溫下為金黃色固體。其熔點较低，約為37.4℃，當環境溫度高於38℃就會熔化，沸點為55.3℃，其在標準狀態下液相的範圍不大，僅有17.9℃。
六氟化鎝在−4.54 °C會發生一次相變，高於該溫度時，晶體結構為立方晶系，其晶格常數 a 為 6.16 Å。每單位晶格有兩個化学式单位，其密度為3.02 g·cm−3；而低於該溫度時，晶體結構為正交晶系，其晶格常數a 為 9.55 Å、b 為 8.74 Å,、c 為 5.02 Å。每單位晶格有四個化学式单位，其密度為3.38 g·cm−3。而當溫度降到了攝氏−140℃時，晶格雖然保持為正交晶系，但晶格常數改變了，a 變為 9.360 Å、b 變為 8.517 Å而c 則變為 4.934 Å，密度也改變了，變為3.58 g·cm−3。
而TcF6的分子本身的分子結構為八面体形分子构型，點群為八面體對稱（Oh）、Tc-F鍵的鍵長為1.812Å、其磁矩測量值為0.45 μB。

## 性質
由於鎝沒有穩定的同位素，因此六氟化鎝具有放射性，常溫下為黃色固體。

### 物理
六氟化鎝在红外光谱学和拉曼光譜學的測定下呈現八面体形分子构型。在低溫下，六氟化鎝和其他金屬的六氟化物（如六氟化銠、六氟化鋨）一樣，會從室溫的高對稱性立方晶系結構轉換成正交晶系結構。其磁矩初步測量的數值約為0.45μB，比預期的d1八面體化合物來得低。

### 化學
六氟化鎝在五氟化碘（IF5）溶液中能與鹼性的氯反應形成六氟化物
。六氟化鎝會在氫氧化鈉的水溶液（NaOH(aq)）中水解，並形成黑色的二氧化鎝（TcO2）沉澱 。在氟化氫（HF）溶液中，六氟化鎝會與氟化肼（hydrazinium fluoride、N2H5F）反應，得到N2H6TcF6或N2H6(TcF6)2。

## 註解
1. ↑  於攝氏10度測量
2. 1 2  在這種情況下是離散分子
3. ↑  於攝氏-19度測量
4. ↑  這種形式（單一分子）對於液相或氣相重要